# Plectophloeus nubigena
Plectophloeus nubigena är en skalbaggsart som först beskrevs av Edmund Reitter 1877.  Plectophloeus nubigena ingår i släktet Plectophloeus, och familjen kortvingar. Enligt den svenska rödlistan är arten nära hotad i Sverige. Arten förekommer i Götaland och Öland. Artens livsmiljö är skogslandskap, jordbrukslandskap.